# Ludwig Heinrich Bachofen von Echt
Ludwig Heinrich Bachofen von Echt (* 16. März 1725 in Gotha; † 16. Mai 1792 in Dobitschen (Altenburg)) war dänischer Diplomat, Dichter geistlicher Lieder sowie Freimaurer. Ferner war er Träger des Danebrogordens.

## Herkunft
Seine Eltern waren Johann Friedrich Bachoff von Echt (1679–1736) und dessen Ehefrau Johanna Elisabeth von Watzdorf. Seine Schwester Augusta (1742–1803) war mit dem späteren Kanzler Carl Gerd von Ketelhodt verheiratet. Auch sein Bruder Johann Friedrich (1710–1791) war dänischer Diplomat.

## Leben
Er immatrikulierte 1742 in der Universität Leipzig. Nach seinem Abschluss ging er 1745 in dänische Dienste, wo er als Gesandter diente. Vom März 1758 bis Februar 1760 in Madrid, anschließend kam er nach Regensburg, wo er am Immerwährender Reichstag mit seinem Schwiegervater dem Geheimrat Johann Christoph von Moltke die dänischen Interessen vertrat. 1768 trat er aus dem diplomatischen Dienst zurück, kehrte aber 1776 nochmal als Gesandter in Dresden zurück. Aber krankheitsbedingt war er wenig in Dresden und hielt sich meist auf dem Gut seines Bruders in Romschütz in Sachsen-Altenburg auf.
1781 erbte er Dobitschen, Römschütz und Hartmannsdorf von seinem Bruder.
Bereits 1742 hatte er mit seinem Bruder und Schwager in Altenburg die Freimaurerloge Archimedes zu den drei Reißbrettern gegründet.

## Werke
- 1745 Sechs Orden Davids
- 1746 Versuch einiger Gedichte
- 1748 Der Herbst
- 1748 Die Landlust
- 1752 Luisens Genesungstag
- 1772 Bey Bernstorff’s Grabe
- 1774 Aufforderung an die Skalden
- 1774 Versuch in geistlichen Oden und Liedern, Digitalisat
- 1775 Einige Freymaurerlieder

Das Passionslied „Begleite mich, o Christ, wir gehen“ ist von ihm.

## Familie
Bachofen heiratete am 29. November 1749 Gustava Dorothea Wilhelmine von Moltke (* 12. Dezember 1731; † 2. Februar 1787). Das Paar hatte mehrere Kinder:
- Anna Wilhelmine Sophie Christiane (* 4. Januar 1752; † 26. November 1811), Stiftsdame in Walloe auf Seeland
- Johann Friedrich Christoph Anton (* 14. April 1754; † 13. Februar 1811), Kammerherr
- Friedrich Christoph Ludwig (* 15. Juni 1756; † 29. April 1827), dänischer Hauptmann ⚭ Auguste Beate Sophie Bachofen von Echt (* 1772; † 16. Februar 1829)
- Sophie Wilhelmine Henriette (* 1763)
- Johann Heinrich Joachim Gustav (* 3. Juni 1766; † 1828), Herr auf Dobitschen, Gödern, Zschöpperitz und Romschütz ⚭ 1792 Johanna Sophie von Bräuneck († 1846) aus dem Haus Lohma[3]

Von 1769 bis 1773 war Friedrich Justin Bertuch als Hauslehrer in Dobitschen.